# 入換機関車

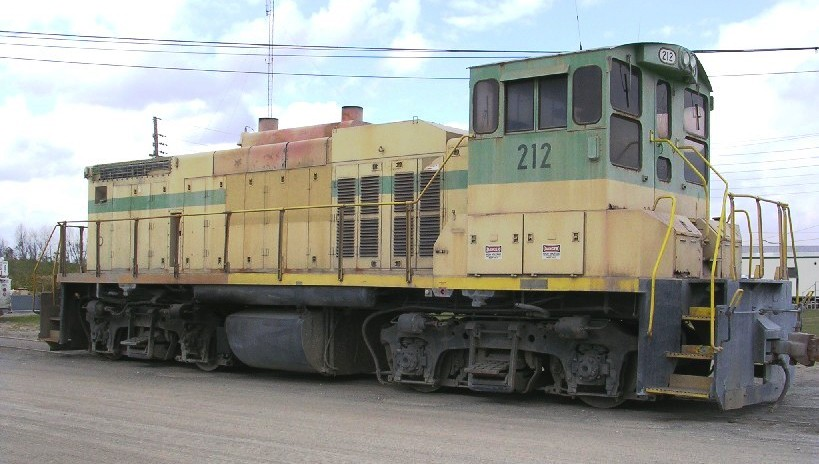
北米でよく見られる入換機、EMD MP15DC。

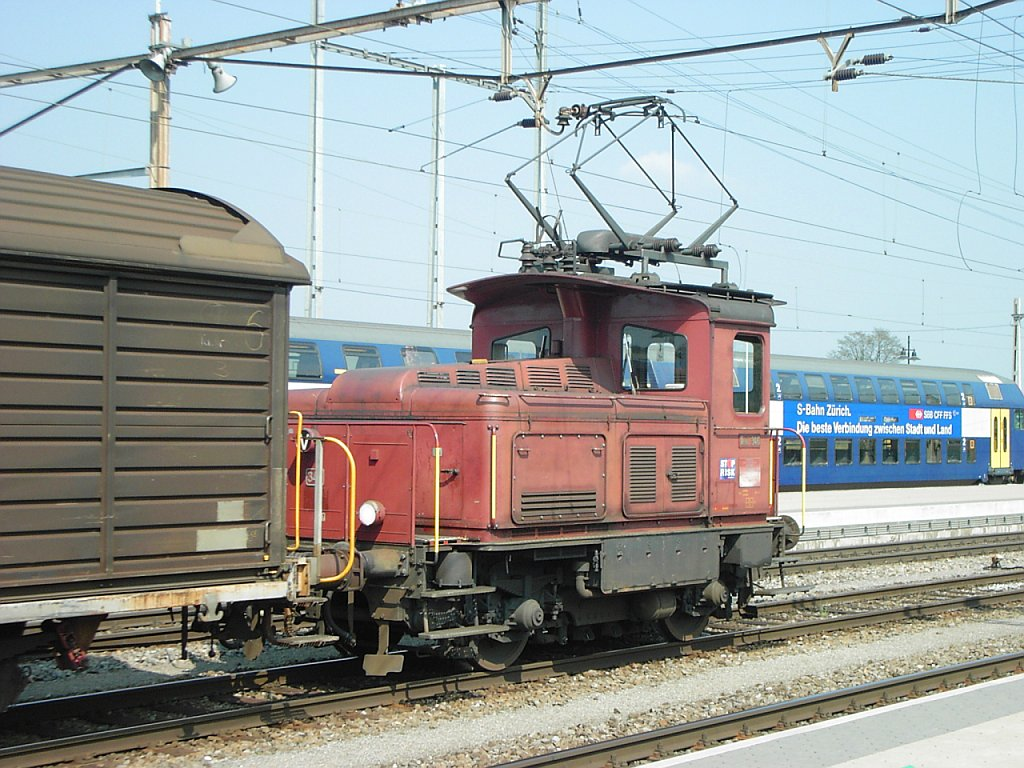
電気・ディーゼル両用の入換機関車、スイス国鉄Tem^{III}形。

入換機関車（いれかえきかんしゃ）は、入換作業時に使用される機関車である。他用途（本線走行など）との兼用のものと、入換業務専用のものとがある。
日本では他に日本語で入換機（いれかえき）、入機（いれき）などの呼称がある。英語の場合、北米ではスイッチャー (Switcher)、イギリスではシャンター(Shunter)、オーストラリアではシャンターまたはヤード・パイロット(Yard Pilot)と、他にもスイッチ・エンジン(Switch engine)等とも呼ばれる（「エンジン」は機関車の意）。

## 概要

### 特性
入換業務を主用途とする機関車を入換専用機関車（いれかえせんようきかんしゃ）、入換用機関車（いれかえようきかんしゃ）、入換専用機（いれかえせんようき）などとも呼ぶが、本線走行用機関車と兼用にするものもある。旧式の機関車を入替作業に充てることも多いが、旧い車両を長く残すことで保守面や部品の確保などにコストがかかるというデメリットがあるため、入換専用機として新製車を作る場合もある。
また現在ではそのほとんどはディーゼル機関車であり、電気機関車は少ない。
作業の内容から前後双方の見通しを確保する形状で設計され、搭載する内燃機関は小出力ながらも、重い列車を迅速に移動するために発進時からスリップしないように高粘着・高トルクを発揮する。高速性は重視されないので動輪径は小さく、また長距離を走らないので燃料（蒸気機関車では水も）の積載容量は小さい。

### 蒸気機関車
入換作業は前述のように低速走行でこまめに向きを変えるので、基本的にタンク機関車を用いるが、タンク式が嫌われたアメリカや大規模な入換作業のあった鉄道などではテンダー機関車を使うことも多く、この場合炭水車を後方視界確保のため小型にして背や幅を小さくしたり後方に傾斜をつける。
また、ヘッドライトも見通しを重視して前後に設けるか、あるいは本線走行に用いないことから取り付けない場合のどちらかになる。
また、長時間の走行を要しないので専用に設計する場合は蒸気の量より上がりの良さが重視され、火室などが同クラスの機関車に比べて小さく、かつ速度を出さないため動輪粘着力の確保と急カーブ通過の観点から先輪を装備せず、ホイールベースも短いものが多い。アメリカなど大規模な入換作業のある所では入換機関車も大型化し、多くは動輪が3軸もしくは4軸で後部が下がった2軸ボギーの炭水車をつけたものだったが、一部では5軸動輪でテンダーにもブースターをつけて1マイル以上もの全長のある貨物列車を引くものもあり、極端な例ではユニオン鉄道の0-10-2形のように、炭水車込みの総重量が300t近くになる超大型機が作られた例もある。
ただし、低速の入換作業は蒸気機関車の運用としては一番非効率的だったので、早いうちからディーゼル機関車に置き換えられた。

### ディーゼル機関車

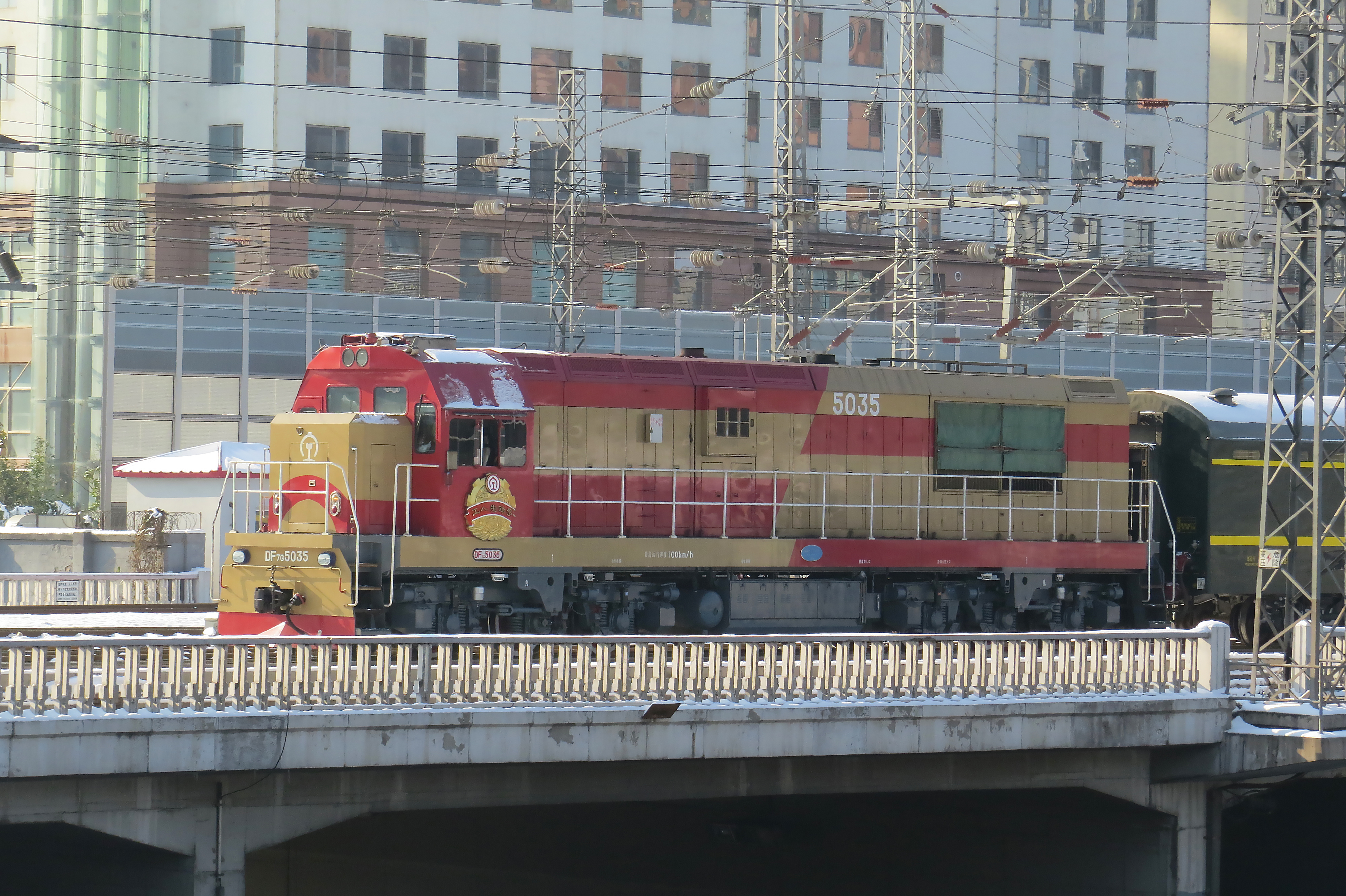
北京西駅付近を走行中の中国国鉄東風7G型ディーゼル機関車

ディーゼル機関車の場合、背の高い運転台と背の低いボンネットが組み合わせられ、全周視界を確保している。より強力な粘着力を得るために、モータと走行装置のみを備え、電力は親機から供給されるスラッグも用いられる。ほぼすべてのスラッグは全高が低く、運転台のないものが多い。いずれにしろ、視界を犠牲にせずに前後方向に走行できることが重要である。
1930年代から1950年代に製造された初期のスイッチャーは、より強力な牽引力を得るために、カウ・カーフとよばれる、運転台のある車両とない車両を半永久的に連結したものがあった。スラッグとは異なり、運転台のない車両にもエンジンを搭載していた。
もうひとつ重要なのが、ディーゼル機関車は荷役線での入換が可能であるということである。これは荷役設備や機械が架線に接触する恐れがあるために荷役線に架線が張られていないためで、このようなシーンではディーゼル機関車が欠かせないものとなる。ただし、日本では1986年に日本国有鉄道（現：日本貨物鉄道（JR貨物））の一部貨物駅に「着発線荷役方式」（「E&S方式」ないしは「架線下荷役方式」とも呼ばれる）を導入し始めたため、この方式を施工したコンテナホームでの荷役の際にはディーゼル機関車の使用を省略することができるようになった。

### 電気機関車・無火機関車
今日、ほとんどのスイッチャーはディーゼル機関車であるが、スイスのようにほぼ全線の電化が完了している国では電気機関車も用いられ、TemI形、TemII形といった電気/電気式ディーゼル兼用機も多く使用されている。小さな工場などや、火気や酸素の消費を避ける必要がある場所では圧縮空気などで駆動する無火機関車が用いられることがあり、現在もドイツで見ることができる。

## 国・地域による違い

### ヨーロッパ
イギリスとヨーロッパの入換機関車は、概してアメリカのものより小さい。現在のイギリス一般鉄道では、08形と09形が主流である。
イギリスではステーション・パイロットとよばれるスイッチャーがあり、規模の大きな駅において入換作業を行うものであった。旅客列車の多くが、電車などの分散動力形の車両で運転されるようになったため、ほとんど使用されていない。わずかに残った機関車牽引列車の入換は、その列車を引く本線用機関車が行うことが多い。

### 日本

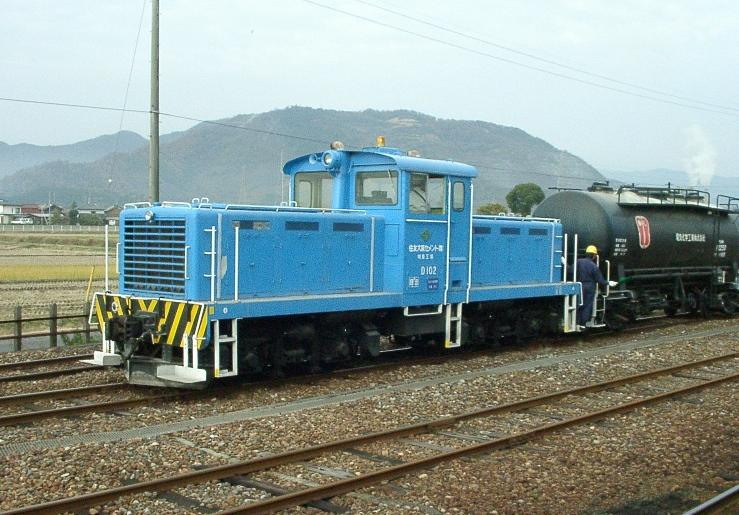
国鉄以外の入換機関車の一例：本巣駅から分岐する専用線で運用されていた日立製作所製35tディーゼル機関車D102

日本国鉄では入換専用に設計された機関車は1950年代まで皆無で、現有の機関車の中から適当な形式を選定して配置していた。1958年発行の日本国有鉄道編『鉄道辞典』（上）の「入換機関車」ではよく使用される形式の選定（規定ではない）について以下のように説明がある。
操車場の種類別
- ハンプヤードでは長大な列車を押し上げるので牽引力が必要だが機動性は考慮しなくてよいので9600形、D50形、D52形などを使用する。
- 平地入換では起動と制動の連続というほど頻繁に変化があるので大きな加速力と制動力といった機動性があり、前後の見通しの優れ操縦が容易なものほど良いので9600形、8620形、C50形、C11形などがよく使用される。

作業量別
- 特に作業量の多い操車場や組立駅では、強力で軽快な9600形、8620形、C50形などを使用する。
- 普通の組立駅または客車入換を行う駅では、普通2120形、8620形、C50形、C11形などを使用する。
- 比較的閑散な構内では強力な機関車は必要ないので、2120形、2400形[注釈 3]、C11形、C12形などで十分である。

最大引き上げ数
- 長大な列車の引き上げ・据え付けを行う場合の構内では9600形が適当である。

継続作業時間
- 作業が極めて頻繁でしばしば給炭水に行くことができない構内ではテンダー機関車を使用する。

構内曲線
- 特に許容荷重の小さい線路、もしくは半径の小さい曲線に出入りする機関車は、B20形、1285形、C12形、DD11形（ディーゼル）などが使用されている。

ディーゼル機関車の開発が行われるようになると、DB10形、DD13形、DD20形などが入換用に作られた（外国産も入れるとDD12形も）が、DD13がその後支線の貨物列車などで運用されるなど、実際には入換に特化した機関車は少なく、DD13やDD20では適さなかった大規模ヤードの入換をさせるDE10は入換以外に客車列車も含めた支線運行の多目的用に設計され、これを「ヤード入替専用」にしたDE11も客車暖房用の蒸気発生装置（SG）を持たない程度で、ほぼ同じ機構である。
国鉄分割民営化後は、JR貨物が2010年（平成22年）に製造開始したHD300形ハイブリッド機関車が、本線上で自力走行することを想定しない入換専用機関車として設計され、力行時の最高速度が45 km/hとなっている（本線上を他の機関車に牽引される際の最高速度は110 km/h）。
なお、これらは入替作業に特化した設計の動力車がHD300形まで存在しなかったという意味ではなく、入替作業に特化した動力車が国鉄（JR）では機関車扱いされず、機械扱いの貨車移動機とされることが多かったためで、こうした貨車移動機は国鉄のディーゼル機関車に準ずる大きさのものから重量が10トン以下の小型機までさまざまであり、実際に専用線や臨海鉄道では機関車扱いで貨物列車牽引を行っているものも多いが、国鉄やJRでは（便宜上機関車扱いで登録されているDBR600形やDB500形などを特例とし）車籍がなく、本線を走る際は速度制限を受け、線路閉鎖の必要があるため、機関車と明確に区分されている。
なお、国鉄では一日の貨車取扱量が70車以上なら機関車、70車未満から10車以上を貨車移動機を配備基準としていた。